# Tung Ying-chieh
Tung Ying Chieh ou Dong Yingjie (chinois traditionnel : 英董傑 ; chinois simplifié : 董英杰 ; pinyin : dǒng yīngjié ; Wade : tung³-ying¹-chieh², 1898-1961) est un personnage influent du Tai-chi-chuan, connu pour être initiateur de l'école de la famille Tung (ou Dong) et avoir été un élève distingué de Yang Chengfu (le premier à avoir enseigné le Tai-chi-chuan hors des cercles familiaux).

## Biographie
Né en Chine dans la province de Hebei, le 8 novembre 1898, sous la dynastie Qing, il apprendra d'abord le tai-chi-chuan pour des raisons de santé avec Lau Ying Chow, un vieux maître des arts martiaux, qui en raison de son âge ne peut lui montrer les mouvements. C'est son élève Li Zeng Kui qui le fera et lui apprendra les 13 positions de base. Il fut ensuite présenté à Li Xiang Yuan, maître du Tai-chi style Wu, dont il sera élève pendant quelques années avant d'être renvoyé chez lui pour continuer seul (son état de santé s'était suffisamment amélioré).
Plus tard, après avoir refusé des propositions d'enseignement d'autres disciplines, il rencontra Yang Chengfu, et quitta sa ville natale pour apprendre de ce dernier qui n'enseignait encore que dans sa famille, et dut le convaincre en lui demandant comment Yang Luchan, son aïeul, avais appris le style Chen.
Il contribua avec Yang Chenfu à l'essor du Tai-Chi-Chuan en enseignant à Hong Kong le style yang à partir de 1939, et l'enseignement à travers le monde entier du style yang de la famille Tung a été continué entre autres par ses descendants : son fils Dong Hu Ling (董虎岭), sa fille M.L. Jasmine Tung (董茉莉), sa belle-fille Tung Chen Siu Fan (鄭少芬), ses petits-fils Tung Kai Ying (董繼英) et Dong Chen Zhen (董增辰) et ses arrière-petits-fils Alex Dong (董大德) et Tung Chen Wai.

## Œuvre
Tung Ying Chieh est l'auteur d'un livre (太極拳釋義, tàijí quán shìyì) :
- (zh) 董英傑, 董英傑太極拳釋義, 北京科學技術出版社,‎ 2017, 352 p. (ISBN 9787530486351) (réédition)
Récemment traduit en anglais en « T'ai Chi Ch'uan Explained » ou « Principles of T'ai Chi Ch'uan ».